# سن آنتونیو. سوکورو شهرستان (نیومکزیکو)
سن آنتونیو. سوکورو شهرستان (به انگلیسی: San Antonito) یک منطقهٔ مسکونی در ایالات متحده آمریکا است که در شهرستان ساکورو، نیومکزیکو واقع شده‌است. سن آنتونیو. سوکورو شهرستان ۹۴ نفر جمعیت دارد و ۱٬۳۸۹٫۹ متر بالاتر از سطح دریا واقع شده‌است.